# Peter Zihlmann (Musiker)
Peter Zihlmann (* 28. November 1977 in Sursee) ist ein Schweizer Jazzmusiker (Piano, Komposition).

## Leben und Wirken
Zihlmann erhielt als Schüler klassischen Klavierunterricht, begann sich aber auch für Popmusik und vor allem Improvisation zu interessieren. Nach der Matura studierte er an der Musikhochschule Luzern von 1998 bis 2003 Jazz-Piano und Gesang. Dann absolvierte er ein Aufbaustudium in Amsterdam, wo er sich zusätzlich mit dem klassischen Klavier beschäftigte.
2003 gründete Zihlmann (mit dem Schlagzeuger Tobias Friedli und dem Bassisten Patrick Sommer) das bis heute bestehende Trio Troja. Seitdem hat die Band fünf Studioalben veröffentlicht und ist durch die Schweiz, Deutschland, die Niederlande und Belgien getourt. Mit dem Gitarristen Franz Hellmüller bildete er das Duo Zihlmann/Hellmüller, das zwei Alben veröffentlichte und ebenfalls auf Konzerttouren ging. Daneben gehört er zu Keller’s 10 und zu Shabber Nac & His Humbugs Jazz Band. Des Weiteren ist er auf Aufnahmen von Conny Riebli und der Weltmusikgruppe Ayé dokumentiert.
Neben seiner Konzerttätigkeit, die auch Soloauftritte umfasste sowie in den Theaterbereich reichte, widmete er sich in den letzten Jahren zunehmend dem Arrangement und der Komposition, unter anderem für die eigene A-cappella-Gruppe Pagare Insieme, aber auch für das Programm des Circus Monti, für den Basler Chor PourChœur und für Bühnenmusiken. 2016 komponierte er für das Lucerne Jazz Orchestra. Er lebt als freischaffender Musiker in Luzern und wirkt zusätzlich als Dozent für schulpraktisches Klavierspiel an der Hochschule Luzern.

## Preise und Auszeichnungen
2003 gewann er mit Troja auf dem Montreux Jazz Festival den Special Award for Best Composition. Dank eines Stipendiums der Otto Pfeiffer Stiftung schrieb er eine Suite für Jazzorchester (Tales of the Old World), die in Co-Produktion mit SRF2 entstand.

## Diskographische Hinweise
- Hellmüller/Zihlmann: Twilight Conversations (Altrisuoni 2006)
- Troja: Island Sceneries (Brambus Records 2007)
- Peter Zihlmann & Tow Orchestra: Tales Of The Old World (Unit Records 2009, mit Dave Blaser, Lukas Wyss, Marc Unternährer, Adrian Pflugshaupt, Christoph Irniger, Reto Anneler, Tobias Preisig, Samuel Nyffeler, Simon Heggendorn, Stefan Aeby, Franz Hellmüller, Patrick Sommer, Tobias Friedli)
- Troja: Juf (Unit Records 2011, mit Patrick Sommer, Tobias Friedli)
- Peter Zihlmann & Lucerne Jazz Orchestra Beromünster (Musiques Suisses 2016)
- Troja: Bedtime Stories (Unit Records 2023, mit Patrick Sommer, Andreas Wettstein)[2]